# 映像の魔術師 オーソン・ウェルズ
『映像の魔術師 オーソン・ウェルズ』 (英語: Magician: The Astonishing Work and Life of Orson Welles) は、チャック・ワークマン監督による2014年のアメリカ合衆国のドキュメンタリー映画である。

## 内容
オーソン・ウェルズの生誕100周年直前に製作されたこの映画は、彼の私生活と舞台、ラジオ、映画での業績が時系列で紹介される。ウェルズのほぼすべての映画、アーカイヴ映像、音声のほか、同僚、伝記作家、批評家、友人、彼に影響を受けた現役の映画監督たちのインタビューが含まれる。

## 公開
さまざまな映画祭で上映された後、2014年12月10日に一般公開された。
日本では2015年10月23日に第28回東京国際映画祭で上映された。

## 評価
Rotten Tomatoesでの支持率は73%、Metacriticでの加重平均値は67/100となっている。
『オブザーバー』紙からは「巨匠のキャリアの優れた入門書」であると評された。